# Claudio Gentile
Pour les articles homonymes, voir Gentile.
Claudio Gentile (né le 27 septembre 1953 à Tripoli, en Libye) est un footballeur international italien qui jouait au poste de défenseur, reconverti ensuite en entraineur.
En 2007, le quotidien anglais The Times le place à la 8e position du classement des joueurs les plus rudes de tous les temps (avec Giuseppe Bergomi (9e) et Marco Tardelli (10e), formant avec ces derniers le « peggior trio di cattivi » (pouvant se traduire en français par le pire trio de méchants) du mondial 1982. Il n'a toutefois reçu qu'une seule expulsion au cours de sa carrière (à la suite de deux avertissements),.

## Biographie
Né en Libye de parents siciliens originaires de Noto,, il commence à jouer au football dans les ruelles de Tripoli avec ses amis arabes et italiens,, de là lui venant sa « grinta » et sa rudesse qui lui suivirent jusqu'à la fin de sa carrière,.
À l'âge de huit ans, il retourne en Italie avec sa famille, pour éviter les persécutions subies par les familles italiennes commencées par le régime de Mouammar Kadhafi,, et part vivre à Brunate dans la province de Côme.

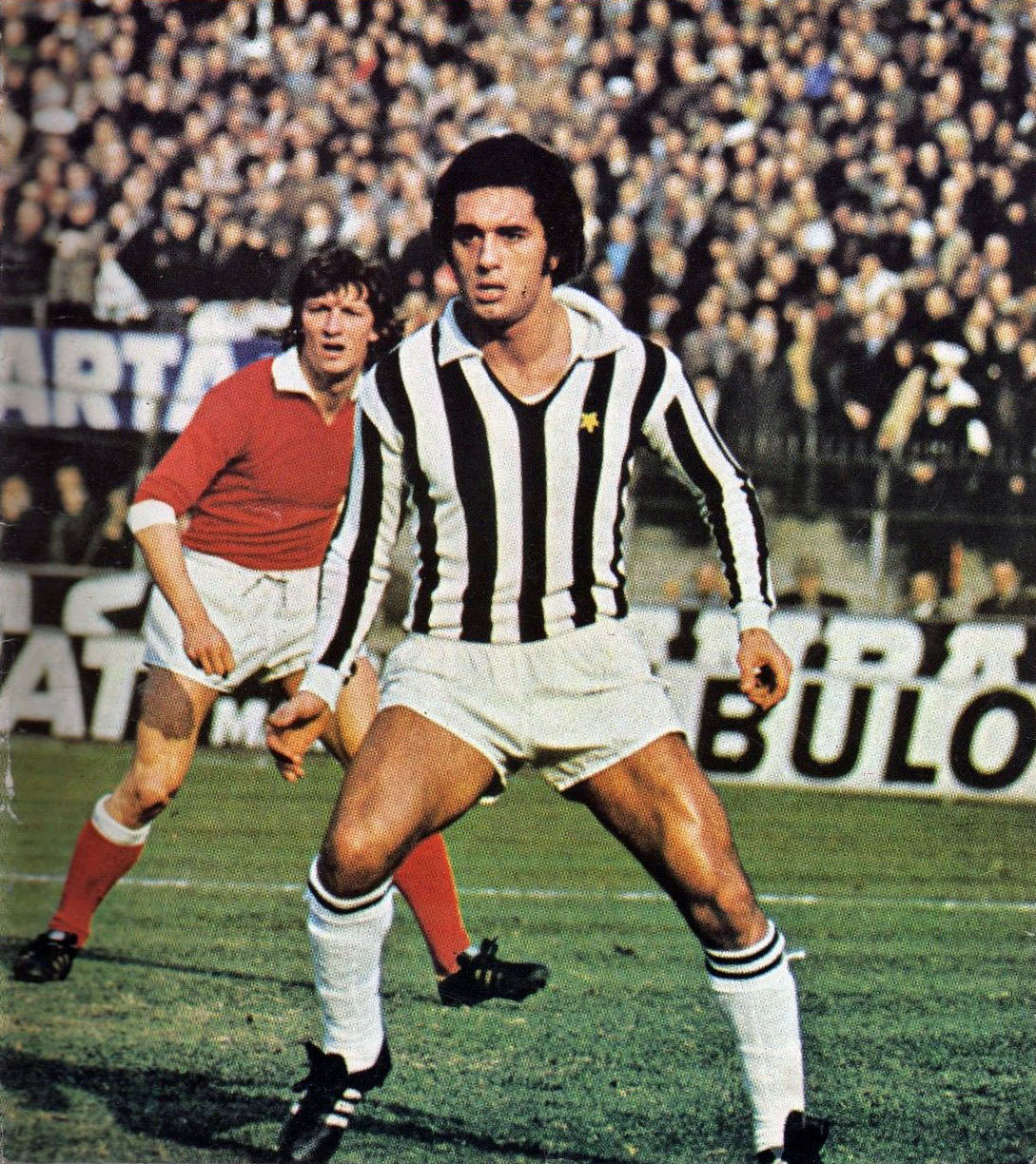
Gentile avec la Juventus en 1975

Il joue ensuite avec l'équipe de jeunes de Maslianico, d'où il rejoint ensuite le club de Varèse (après avoir faillit signer pour le club de Côme, échouant pour motifs économiques). Avec les Biancorossi lombards, il franchit tous les paliers, jusqu'en équipe une, sans toutefois parvenir à s'imposer,, partant alors pour le club d'Arona lors de la saison de Serie D 1971-72. Ses bonnes performances lui valurent de retrouver lors de la saison suivante ses anciennes couleurs de Varèse, avec qui il joue une saison titulaire en Serie B 1972-73 (s'imposant alors comme l'une des révélations du tournoi), sans à nouveau parvenir à convaincre l'entraîneur Pietro Maroso et le directeur sportif Sandro Vitali,.
Il reste surtout célèbre pour sa période avec le club de la Juve (repéré par le club à l'âge de 20 ans par le recruteur de jeunes talents Luciano Moggi et fortement voulu par le président Giampiero Boniperti) avec qui il remporte en tout 10 titres (6 championnats, 2 coupes nationales, une coupe de l'UEFA, ainsi qu'une coupe des coupes). 
Il rejoint les bianconeri en 1973 pour la somme de 200 millions de lires, avec pour objectif de remplacer le capitaine sur le départ Sandro Salvadore, vieillissant (il commence finalement par être la doublure de Giuseppe Furino). Avec les bianconeri, il dispute son premier match en coupe d'Italie le 29 août 1973 lors d'une victoire 3-1 sur Ascoli. Un peu plus de trois mois plus tard, il joue son premier match de Serie A le 2 décembre 1973 lors d'une victoire 5-1 contre l'Hellas Vérone. 
Au cours de la saison suivante, il devient titulaire, formant un redoutable couple de latéraux avec Antonello Cuccureddu,, il remporte lors de cette saison 1973-74 son premier scudetto. Il perd toutefois sa place de titulaire la saison d'après à la suite de quelques frictions avec son entraîneur Carlo Parola (alors remplacé par Marco Tardelli,). Il retourne ensuite aux premiers plans avec l'arrivée sur le banc de Giovanni Trapattoni.

« À la Juve s'acquiert une habitude mentale de sacrifice qu'il n'y a nulle part ailleurs. À la Juve, ils t'enseignent que le match le plus important est toujours celui à venir. À la Juve, ils t'enseignent à avoir toujours « faim » de victoires, à ne jamais t'en contenter. Ce n'est pas un hasard si les chances de la Nazionale ont toujours coïncidé avec la large présence de bianconeri en azzurro. »

— Claudio Gentile
Défenseur rugueux, notamment de la Juventus, Claudio Gentile a disputé deux phases finales de coupe du monde en 1978 et en 1982 lorsque l'équipe d'Italie décroche le titre.
Surnommé Kadhafi (à cause de ses origines,) ou encore Gento, il était un spécialiste du marquage individuel et se chargeait souvent du joueur le plus brillant de l'équipe adverse comme Zico ou Diego Maradona en 1982. À noter qu'il faisait beaucoup de petites fautes (tirage de maillot par exemple) mais rarement d'agressions dangereuses.
Il a entraîné l'équipe d'Italie espoirs de 2000 à 2006.

## Clubs
- 1971-1972 : Arona  Italie
- 1972-1973 : Varese FC  Italie
- 1973-1984 : Juventus  Italie
- 1984-1987 : AC Fiorentina  Italie
- 1987-1988 : Piacenza FC  Italie

## Palmarès

### Joueur

#### En club
| Juventus - Championnat d'Italie (6) : - Champion : 1974-75, 1976-77, 1977-78, 1980-81, 1981-82 et 1983-84. - Vice-champion : 1973-74 et 1975-76. - Coupe d'Italie (2) : - Vainqueur : 1978-79 et 1982-83. - Coupe UEFA (1) : - Vainqueur : 1976-77. - Coupe des coupes (1) : - Vainqueur : 1983-84. |  | Italie - Coupe du monde (1) : - Vainqueur : 1982. |

### Entraîneur
| Italie espoirs - Championnat d'Europe espoirs (1) : - Vainqueur : 2004. |  | Italie olympique - Jeux olympiques : - Bronze : jeux olympiques d'Athènes 2004. |